# Kurošio

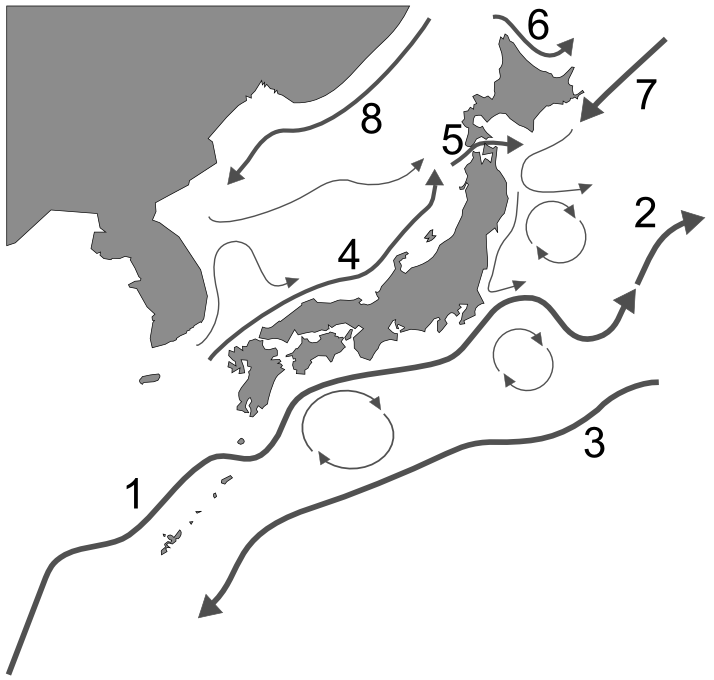
Mořské proudy v okolí Japonského souostroví: 1. Kurošio, 7. Ojašio.

Kurošio (japonsky 黒潮; překl. "temný proud" nebo "černý proud") je teplý mořský proud v severozápadní části Tichého oceánu. Je tichooceánským ekvivalentem Golfského proudu se kterým je dlouhodobě synchronizován. Vzniká východně od Filipín, kde se odděluje ze Severního rovníkového proudu. Poté teče východně od Tchaj-wanu, k souostroví Rjúkjú a podél jihovýchodního pobřeží japonského ostrova Honšú. Na 45° s. š. se střetává se studeným proudem Ojašio (Kurilským). Odtud pokračuje na východ napříč Tichým oceánem (Severní tichomořský proud) a stáčí se až k Aljašce, kde je nazýván Aljašský (Aleutský) proud.
Ve srovnání s jinými mořskými proudy je to jeden z nejrychlejších (rychlost až 2 m/s). Má šířku 100 km.